# Ratlam

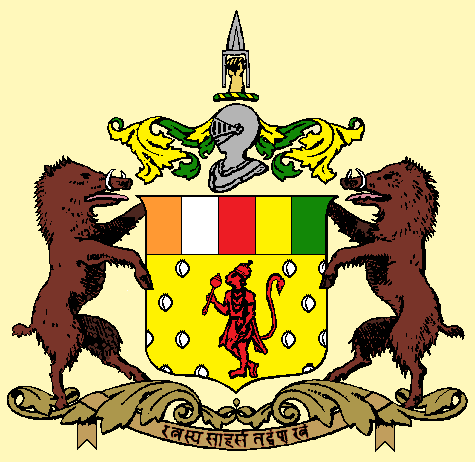
Escut

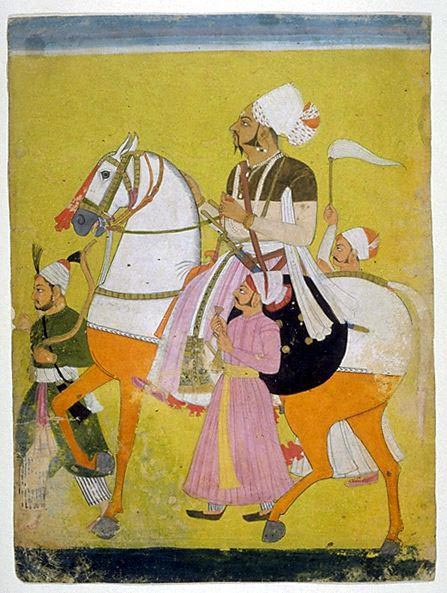
Padam Singh, el Raja de Ratlam (1773 - 1800), a cavall.

Ratlam fou un estat tributari protegit a l'agència de Malwa. El seu territori estava completament barrejat amb el de Sailana. la superfície era de 2.336 km² dels quals 1298 eren feus (jagirs) i altres donacions i la resta khalsa o terres reials; 60 pobles pertanyien al rao de Kushalgarh a Rajputana, per les que pagava una renda de 600 rupies. El nom es fa derivar popularment de Ratan Singh, el fundador però en realitat Ratlam ja existia anteriorment doncs és esmentat per Abu l-Fadl a l'Ain-i-Akbari com un dels mahals al sarkar d'Ujjain a la subah de Malwa.

## Població
La població de l'estat era:
- 1881: 87.314
- 1891: 89.160
- 1901: 83.773
- 1931: 107.321

La capital era Ratlam (població 36.321 habitants el 1901), i hi havia 206 pobles més. Els hindús eren el 62%, els animistes (principalment bhils) el 16% i els musulmans el 12%. La llengua habitual era el dialecte malwi o rangri (70%).

## Administració i govern
Administrativament estava dividit en dos tahsils, Ratlam i Bajna, cadascun sota un tahsildar. El govern de l'estat estava en mans del sobirà assistit per un diwan amb diversos oficials de departaments.

## Segells i moneda
Va emetre segells de court fee (1930-1943), fiscals (1925-1945), i de penalització (1894). No va tenir mai moneda de plata pròpia i abans de la introducció de la rupia de l'Índia Britànica com a moneda legal el 1897, feia servir monedes local les més conegudes les "salim shahi" encunyades a Partabgarh (Rajputana); aquestes monedes eren de coure i van estar en ús fins als primers anys del segle XX.

## Exèrcit i policia
L'exèrcit estava format el 1900 per un cos de cavalleria de 12 homes que era la guàrdia personal del sobirà, i una infanteria regular de 100 homes (tilangas) que feien guàrdia del palau i oficines principals. Hi havia també 100 irregulars de cavalleria i 115 d'infanteria que feien de policies. Els canons eren 5 amb 12 artillers. La policia regular era de 235 homes a més de 197 agents rurals. El 1880 hi havia 5 canons amb 12 artillers, 136 cavallers, 198 infants i 461 policies.

## Història
El rages eren rathors rajputs de la casa de Jodhpur o Marwar, descendents d'Udai Singh (1584-1595) un besnet dels quals, Ratan Singh, va fundar la nissaga de Ratlam. Ratan Singh va néixer vers 1618 i es diu que va obtenir el favor de l'emperador Shah Jahan quan armat només amb una daga (katar) va enfrontar i matar a un elefant furiós que causava el pànic als carrers de Delhi; l'emperador assabentat del fet, li va concedir un jagir de valor 53 lakhs; sembla no obstant que a més a més li fou concedit per bons serveis contra els uzbeks a Kandahar i els perses a Khurasan (1651-1652); també fou fet al mateix temps comandant de 3000 i va rebre el títol de maharajà. Al cap de sis anys fou cridat per Jaswant Singh de Jodhpur per aturar als prínceps rebels Aurangzeb i Murad i en la batalla lliurada a Dharmatpur, prop d'Ujjain, el 1658, Ratan Singh va trobar la mort. Dharmatpur fou llavors rebatejada Fatehabad. El cenotafi de Ratan Singh es troba prop de la població. A causa de la seva mort la fortuna de la família va entrar en decadència i va perdre molt de territori. La mort d'un oficial mogol al seu territori, assassinat a Ratlam per uns funcionaris de l'estat, va provocar la confiscació de Ratlam per l'emperador Aurangzeb. El llavors maharjà Keshav Das es va establir a Sitamau, que li fou cedit en jagir sis anys després quan fou perdonat per Aurangzeb (1701) i fou el primer raja de Sitamau.
El 1705 Ratlam fou retornat a la nissaga en la persona de Chhatarsal, cinquè fill de Ratan Singh, pels serveis a l'emperador mogol. A la mort de Raja Chhatarsal en la batalla de Panhela contra els marathes, en la que també va morir el seu fill gran i hereu Hati Singh, el seu net maharajà Bairi Sal, menor d'edat, va rebre l'estat de Dhamnod com a part dels dominis familiars mentre el germà de Chhatarsal Kesri Singh (o Kesari Singh) va rebre Dharad; però va aprofitar la minoria del seu nebot i aviat es va apoderar de Dhamnod; la mare de Bairi Sal va fugir amb aquest a Udaipur i en arribar a la majoria va demanar protecció a l'emperador que li va concedir la pargana d'Hisar al Panjab, que no va poder conservar i la va retornar a l'emperador anant a Malwa i després a Jaipur; va emparentar amb la casa reial de Jaipur (Sawai Jai Singh II) i va rebre la promesa d'ajut militar per recuperar Ratlam però va morir sense successió i els seus drets van passar al seu germà i es van fer diversos intents posteriors de recuperar el poder. Un altre germà de Chhatarsal, Pratap Singh va rebre l'estat de Raoti.
Així l'antic estat va quedar dividit en tres parts: Kesho Das, nebot de Chhatarsal, governava Sitamau; el germà de Chhatarsal, Kesri Singh, va governar a Dharad i Dhamnod; i un altre germà, Pratap Singh a Raoti, el que després fou Sailana. El 1716 Pratap va derrotar i matar a Kesri Singh i va esdevenir maharajà de Dharad, Dhamnod i Sailana. El 1717 Jai Singh, segon fill de Kesri Singh, va matar a Pratap com a revenja.
L'emperador va afavorir la pretensió de Man Singh, fill gran de Kesri Singh, a tot l'estat i el 1717 li va reconèixer Dharad i Dhamnod i Sailana; Man Singh va establir la capital de Dharad i Dhamnod a Ratlam i va concedir al seu germà Jai Singh l'estat de Raoti el 1730 i el 1736 va fundar la ciutat de Sailana com a nova capital.
Al segle XVIII l'estat fou assolat pels marathes i Raja Padam Singh va esdevenir tributari dels Sindhia. Posteriors incursions de Jaswant I Rao Holkar van fer impossible el pagament del tribut a Sindhia. Bapu Sindhia fou enviat per fer el cobrament del deute pendent i va saquejar l'estat. Raja Parvat Singh, desesperat, va determinar recórrer a les armes i va infligir una severa derrota a Sindhia. Posterior vessament de sang fou evitat per la intervenció britànica de Sir John Malcom que el 5 de gener de 1819 va fer de mediador i va garantir el pagament d'un tribut de 46.000 rupies que es devien a Sindhia i a canvi aquest va acordar no interferir més en els afers de Ratlam. Aquest tribut fou pagat finalment pels britànics el 1860, quan es va signar un tractat amb els Sindhia.
Balwant Singh estava al tron durant el motí i va fer valuosos serveis als britànics i en reconeixement el seu successor va rebre un khilat i l'agraïment del govern. Ranjit Singh va succeir al tron el 1864 sent menor d'edat i l'estat va restar sota control britànic fins al 1880. El 1864 es van cedir tots els territoris necessaris per al ferrocarril. L'administració fou bona i el deute de 10 lakhs que hi havia a l'inici de l'administració van esdevenir 6 lakhs de caixa al final. El 1881 el maharaja, ja en el poder, va abolir les taxes per la sal a canvi de 1.000 rupies a l'any, i el 1885 va abolir la resta de taxes de trànsit excepte les de l'opi. Per un acord fet el 1887 sobre les duanes de Sailana, el govern de Ratlam va renunciar al dret a cobrar drets a Sailana a canvi d'una suma fixada; el 1887 fou creat cavaller comandant de l'orde de l'Imperi indi (KCIE); va morir el 1893, i va pujar al tron el seu fill Raja Sajjan Singh, menor d'edat fins al 1898. Tenia dret a salutació d'11 canonades. El darrer sobirà va accedir a l'Índia el 15 de juny de 1948.

## Bandera
La bandera era blanca amb un Hanuman vermell mirant cap al pal.

## Llista de rages
- Ratan Singh 1652-1658
- Ram Singh 1658-1682 (fill)
- Shiv Singh 1682-1684 (fill)
- Keshav Das 1684-1695 (germà)
- Chhatrasal 1695 - 1706 (fill de Ratan Singh)
- Kesri Singh 1706 - 1716 (germà)
- Pratap Singh 1716 - 1717 (germà)
- Man Singh 1717 - 1743 (fill de Kesri Singh)
- Prithvi Singh 1743 - 1773 (fill)
- Padam Singh 1773 - 1800 (fill)
- Parbat Singh 1800 - 1824 (fill)
- Balwant Singh 1824 - 1857 (fill) 
  - Borthwick, regent 1825 – vers 1832
- Bhairon Singh 1857 - 1864 (fill de Balwant Singh)
- Ranjit Singh 1864 - 1893 (fill)
  - Mir Shahamat Ali, regent 1864 - 1880
- Sajjan Singh 1893 - 1947 (fill de Ranjit Singh)
  - Khan Bahadur Cursetji Rastamji, regent 1893 - 1898
- Lokendra Singh 1947-1948 (+1991) (fill de Sajjan)